# نهر أوز

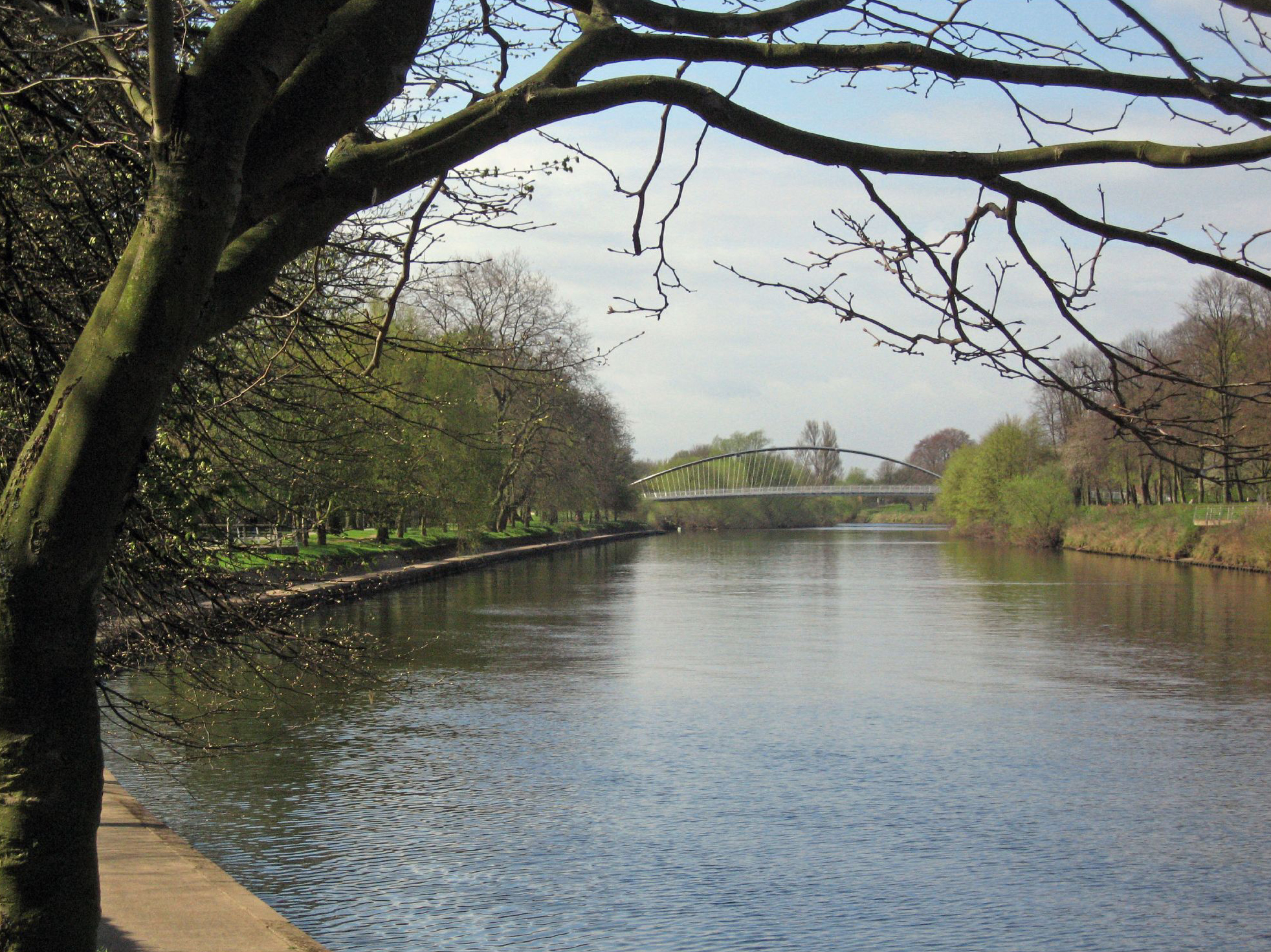
نهر الأوز في مدينة يورك.

نهر الأوز (بضم الهمزة) سادس أنهار المملكة المتحدة طولا، يتخللل مقاطعة يوركشير الإنجليزية من مصدره عند اندماج نهرين في الهضاب الشمالية للمقاطعة، ويجري إلى الجنوب الشرقي لمسافة 129 كم حتى يلتقي مع نهر ترينت ليشكلا نهر الهمبر الذي يصب في بحر الشمال. أهم المدن الذي يمر بها النهر سيلبي ويورك.
تتعدد منابع هذا النهر لتشمل أنهار الديروينت والإير (الذي يمر عبر مدينة ليدز) والدون (الذي سميت له دونكاستر) والروذر (الذي سميت له روذرهام) والندّ والسوال والأور والفوس وينبع الأوز الكبير في ثورثامبتو نشاير ويجري لمسافة 260 كم عبر مقاطعات بكنجها شاير وبدفورد شاير و كبردشاير و نورفوك و يمر عبر مدينة بدفورد وإيلي و هنتجندون و كينجزلين أما نهر الأوز الصغير فيبلغ طوله 40 كم وهو غالبا يتعرج قرب الحدود ما بين مقاطعات تورفورك وسفولك و يصب في نهر الأوز الكبير ويبلغ طول الجزء الأكبر من نهر أوزكشاير 72 كم وهو يتكون من التقاء نهري أوروسويل اللذين ينبعات من تلال البناين وينضم أوز يوركشاير إلى نهر ترنت ليكونا خور همبر ..
وبسبب اتساع المستجمع المائي لهذا النهر، قد يفيض إذا ازدادت معدلات تساقط الأمطار